# Abraham Blum
Abraham Blum ou encore Abrasza Blum (né vers 1905 à Vilnius – mai 1943, Varsovie) est un militant socialiste juif polonais, l'un des dirigeants du Bund dans le ghetto de Varsovie et un participant au soulèvement du ghetto de Varsovie.

## Judaïsme et activisme
Il est étudiant dans le Heder réformé de Vilnius, où il rencontre sa femme Luba . Ils ont deux enfants. Abrasza a étudié l'ingénierie des structures dans une école technique à Gand, en Belgique. En 1929, ils résidaient à Varsovie. Au départ, il appartient à une organisation de jeunesse communiste, mais devient plus tard actif au sein du Bund socialiste juif, y compris sa branche jeunesse, le Cukunft. À partir de 1930, il est l'un des directeurs du journal du parti. Il a organisé des écoles juives laïques pour le Bund.

## Invasion allemande de la Pologne
Lors de l'invasion de la Pologne par l'Allemagne nazie en septembre 1939, il participe à la défense de Varsovie. Avec le chef du Bund, Szmul Zygielbojm, et avec le soutien du maire de Varsovie, Stefan Starzyński, il aide à organiser des détachements entièrement juifs qui défendent la capitale polonaise contre l'assaut allemand. Avec d'autres militants du Bund, Blum continue d'éditer le journal du parti, la Folkszajtung ("la Gazette du peuple"), s'assurant qu'il ne cessait pas de paraître pendant le siège. Au début de l'occupation de Varsovie, la plupart des hauts dirigeants du Bund ont été contraints d'évacuer la ville, car ils étaient peut-être trop connus des Allemands et la direction locale du parti a été reprise par des membres plus jeunes, dont beaucoup d'entre eux. eux du Cukunft. Blum, qui était leur chef, a été crédité d'avoir assuré la survie du Bund de Varsovie pendant cette période difficile.

## Ghetto de Varsovie, le soulèvement et la mort
Après la capitulation de la Pologne et la prise de Varsovie par les forces allemandes, il est placé dans le ghetto de Varsovie. À partir de la fin novembre 1942, il est membre de la Commission de coordination du Bund du Conseil national juif. Très probablement, avec Maurycy Orzech, il était l'un des représentants du Bund dans les négociations avec le Bloc antifasciste (une alliance entre les partis juifs polonais de gauche sioniste, communiste et socialiste),.
Il était considéré par de nombreux bundistes et autres militants de gauche, dont Marek Edelman pour qui Blum était un « chef spirituel », comme l'un des principaux intellectuels du Bloc. Entre 1942 et 1943, il travaille dans une fabrique de brosses de la rue Franciszkanska. Il était le représentant du Bund au bureau politique de l'Organisation juive de combat (ŻOB).
Il a pris une part active au soulèvement du ghetto de Varsovie. Il a échappé à la liquidation définitive du ghetto par les Allemands par les égouts. Il s'est d'abord caché dans l'appartement privé d'Eugenia Wasowska-Leszczynska sur la rue Żurawia puis dans l'appartement de Władysława Kowalska-Meed (nom de guerre "Władka") sur Barok St. 2 à Varsovie. Il a été découvert par le concierge de l'immeuble qui l'a dénoncé à la Gestapo (le concierge a ensuite été condamné à mort pour cet acte par l'Armée de l'intérieur polonaise). Blum a tenté de s'échapper par la fenêtre sur une corde faite de draps mais s'est cassé les jambes en tombant du troisième étage et a été capturé. Il a été capturé et assassiné par la Gestapo.

## Famille et héritage
Sa femme, Luba Blum-Bielicka, était directrice d'une école d'infirmières dans le ghetto de Varsovie. Avec leurs enfants, elle a survécu à l'occupation allemande de la Pologne et à l'Holocauste. Après la guerre, elle fut directrice de l'orphelinat d'Otwock et jusqu'en 1949 directrice de l'école d'infirmières no. 3 à Varsovie.
Sa tombe symbolique est située dans l'allée principale du cimetière juif de Varsovie.